# الجريصة
الجريصة إحدى مدن الجمهورية التونسية، تقع في ولاية الكاف في إقليم الشمال الغربي.
و تشتهر بمنجم الحديد الذي يشكل عاملا اقتصاديا مهما فيها حيث يشغل عدد كبير من السكان خاصة القدامى
إضافة إلى الحديد يبعد عن الجريصة مصنع الاسمنت السيكو حيث يقوم بتشغيل جل متساكني المنطقة.....تاسست شركة جبل جريصة منذ سنة 1907وكانت تشرف على عمليات استغلال الحديد في كامل البلاد...وفي جريصة اسس المستعمر قرية استعمارية نموذجية واستقرت بها جالية فرنسية هامة إلى جانب استقطاب المنجم لعائلات جزائرية ومغربية وطرابلسية

## الأعلام
- أيوب المسعودي، المستشار الأول السابق لرئاسة الجمهورية

### مواضيع ذات علاقة
- ولاية الكاف.